# Dino Bartolo Partesano
Dino Bartolo Partesano (Floridia, 20 gennaio 1925 – Cretone, 2 luglio 2012) è stato un regista e sceneggiatore italiano.

## Biografia
Dopo essersi laureato in architettura, nel 1949 frequentò il Centro sperimentale di cinematografia, diplomandosi l'anno seguente. Nel 1951 iniziò l'attività di documentarista con Vivo di te, che ottenne un premio alla Mostra internazionale d'arte cinematografica di Venezia, cui seguirono due anni dopo Il tempo che passa e Il club dei cuori solitari. 
Già soggettista nel 1956 di Peccato di castità, diretto da Gianni Franciolini, nel 1958 diresse il suo primo lungometraggio a soggetto, il film per ragazzi Avventura nell'arcipelago, al quale fecero seguito nel 1959 Un giorno come ogni giorno e nel 1968 l'incompiuto Amore o qualcosa del genere, che si ricorda per il primo nudo integrale femminile nella storia del cinema italiano: quello di Monica Strebel.
Negli anni settanta lavorò assiduamente per il piccolo schermo, dirigendo sceneggiati, come Il rumore, Un uomo curioso, Albert e l'uomo nero, Un uomo ancora meno, Solo la verità e Un uovo al cianuro.

## Filmografia

### Regista

#### Cinema
- Avventura nell'arcipelago (1958)
- Un giorno come ogni giorno (1959)
- I misteri di Roma (1963)
- Amore o qualcosa del genere (1968) – incompiuto

#### Televisione
- Il killer – miniserie TV (1969)
- L'amor glaciale – film TV (1971)
- Un attimo, meno ancora – film TV (1973)
- Il rumore – film TV (1974)
- Un uomo curioso – film TV (1975)
- Albert e l'uomo nero – miniserie TV (1976)
- Solo la verità – miniserie TV (1976)

### Sceneggiatore
- Peccato di castità, regia di Gianni Franciolini (1956)
- Ecco il finimondo, regia di Paolo Nuzzi – documentario (1964)
- Amore o qualcosa del genere, regia di Dino Bartolo Partesano (1968)
- Il killer, regia di Dino Bartolo Partesano – miniserie TV (1969)
- Un attimo, meno ancora, regia di Dino Bartolo Partesano – film TV (1973)